# 能福寺
能福寺（のうふくじ）は、兵庫県神戸市兵庫区にある天台宗の寺院。山号は宝積山。本尊は阿弥陀如来。兵庫大仏で有名。ビルシャナ殿は新西国三十三箇所第23番札所で本尊は十一面観音である。

## 歴史
寺伝では延暦24年（805年）に最澄（伝教大師）により能福護国密寺として創建されたとされており、日本最初の密教教化霊場と称する。
平清盛所縁の寺としても知られており、治承4年（1180年）には福原京遷都計画にともなって平家一門の祈願寺に定められたことで、大伽藍が建設され大いに栄えた。その後、興国2年/暦応4年（1341年）に兵火で七堂伽藍全てを焼失したが、慶長3年（1599年）に長盛法印が再興したという伝がある。
江戸時代の寺格は京都青蓮院門跡の院家（門跡不在時の代理を務める格式の寺）であった。
太平洋戦争中の1945年（昭和20年）3月17日に行われた神戸大空襲で鐘楼堂を残して全焼したが、後に再建されている。
1995年（平成7年）1月17日の阪神・淡路大震災では、本堂が被災し鐘楼堂が倒壊したが、後に復興された。

## 兵庫大仏
1891年（明治24年）5月に豪商・南条荘兵衛の寄進により大仏が建立された。この大仏は1944年（昭和19年）5月に金属類回収令で解体されて国に供出されるまで日本三大仏の一つに数えられた。
現在の大仏は1991年（平成3年）5月9日に再建されたものであるが、その材料には戦後になって解体された大仏を発見した当時の住職が回収保管し、再建時にその金属片を混入したものを使用している。毘廬舎那仏（光明遍照）像で、像重量約60t、像高11m、蓮台と台座を含めると高さ18mになる巨大な坐像である。1991年5月の開眼法要には、奈良市の東大寺管長、鎌倉市の高徳院貫主が臨席した。
なお江戸時代には、奈良大仏（像高約14.7m）、鎌倉大仏（像高約11.39m）、方広寺大仏（京の大仏、像高約19m）の三尊が、日本三大仏と称されていた。

## 境内
- 月輪影殿（本堂） - 京都東山の泉涌寺寺域の墓陵（月輪御陵）にあったものを1954年（昭和29年）に宮内省と九条家により移築されたもの。1995年（平成7年）1月17日の阪神・淡路大震災で被災するが、1997年（平成9年）12月に復興する。本尊の阿弥陀如来坐像と脇侍の観音・勢至菩薩立像は、月輪影殿の移築にあわせて太山寺（神戸市西区）から勧請されたもので、平安時代後期の制作とみられる[4]。2024年（令和6年）3月11日に、神戸市文化財保護審議会は阿弥陀如来及び両脇侍を神戸市指定有形文化財とすることを答申。今後、市長の決定・告示を経て正式指定となる[5]。
- 護摩堂
- 兵庫大仏
- ビルシャナ殿 - 大仏の台座の部分にある。新西国三十三箇所第23番札所で十一面観音を祀る。
- 庫裏 - 本坊。
- 講堂 - 1975年（昭和50年）建立。
- 北風正造君碑 - 兵庫の勤王豪商。碑文は伊藤博文の揮毫である。
- ジョセフ・ヒコ（浜田彦蔵）による寺の由来碑 - 日本最初の英文碑である。
- 當勝稲荷堂 - 2016年（平成28年）12月再建。
- 平清盛廟（平相国廟） - 十三重石塔形式の平清盛供養塔。
- 鐘楼堂 - 阪神・淡路大震災で倒壊するが、2018年（平成30年）秋に再建された。
- 滝善三郎供養碑 - 神戸事件により切腹した滝善三郎の供養碑である。もともと永福寺にあったものを百回忌の1969年（昭和44年）に当寺に移されてきた。
- 円實の墓 - 能福寺住職。同寺に於ける平清盛剃髪出家時の師の遺骨の埋葬者。

## 文化財

### 重要文化財
- 木造十一面観音立像[6] - 平安時代

## 前後の札所
新西国三十三箇所
22 忉利天上寺　-　23 能福寺　-　24 須磨寺
福原西国三十三観音霊場
31 金光寺　-　32 能福寺　-　33 真光寺
神戸十三仏霊場
7 石峯寺　-　8 能福寺　-　9 念仏寺

## 交通
- 神戸市営地下鉄海岸線 中央市場前駅徒歩10分
- 山陽本線（JR西日本）兵庫駅徒歩15分